# Adam Piątek
Adam Piątek (ur. 14 października 2000) – polski koszykarz, występujący na pozycjach rozgrywającego lub rzucającego obrońcy.

## Osiągnięcia
Stan na 17 listopada 2021.
Drużynowe
- Mistrz Polski (2019)
- Brązowy medalista mistrzostw Polski (2020)
- Zdobywca:
  - Pucharu Polski (2020)[1]
  - Superpucharu Polski (2019)[2]

Młodzieżowe
- Mistrz Polski młodzików (2014)
- Brązowy medalista mistrzostw Polski kadetów (2016)